# David McCalden
William David McCalden (Belfast, 20 settembre 1951 – El Segundo, 15 ottobre 1990) è stato un politico britannico di estrema destra. Dopo essersi trasferito negli Stati Uniti, è stato cofondatore dell'Institute for Historical Review nel 1978 e ha sostenuto il negazionismo dell'Olocausto.

## Biografia

### Primi anni
È nato a Belfast, nell'Irlanda del Nord. Ha lasciato l'Irlanda del Nord nel 1972 per studiare al Goldsmiths College di Londra. Durante la sua permanenza all'università era conosciuto come "Dave revisionista". McCalden è stato notato per i suoi capelli lunghi e la disponibilità a discutere con i compagni di sinistra. Si è laureato nel 1974 con un Certificato in Educazione (Sociologia).

### Carriera politica
McCalden fu inizialmente coinvolto in politica come membro del Fronte Nazionale Britannico, dove divenne redattore del giornale del partito Nationalist News. È stato uno dei principali sostenitori di John Kingsley Read, McCalden trasferì la sua fedeltà al Partito Nazionale subito dopo che Read e altri membri della NF fondarono il partito nel 1976. Divenne uno dei principali collaboratori della rivista del partito Britain First. È stato un membro attivo della Hunt Saboteurs Association e ha curato la loro rivista HOWL per un paio d'anni. Fu espulso dall'HSA nel giugno 1978, dopo un dibattito e un voto alla loro AGM di Newcastle, per i suoi contributi nelle "riviste razziste". Le sue altre opere includono Beacon, un altro giornale, e presumibilmente il libro Nuremberg & Other War Crimes Trials (1978), anche se inizialmente lo ha scritto sotto lo pseudonimo di Richard Harwood, testo condiviso con un altro negazionista dell'Olocausto Richard Verrall.

### Morte
Il 15 ottobre 1990, all'età di 39 anni, McCalden morì a El Segundo, in California, per complicazioni dovute a una polmonite virale causata dall'AIDS. Soffriva di AIDS dal novembre 1988. Gli sopravvissero la sua seconda moglie, Viviana, e la loro figlia.

## Revisionismo dell'Olocausto
McCalden emigrò negli Stati Uniti e arrivò in California nel 1978. Dopo aver incontrato il neonazista e il negazionista dell'Olocausto Willis Carto, i due uomini fondarono l'Institute for Historical Review, di cui McCalden fu nominato direttore e caporedattore, sebbene generalmente operasse sotto il nome di Lewis Brandon in questi ruoli. McCalden si guadagnò presto una reputazione come sostenitore della negazione dell'Olocausto e divenne la figura organizzativa di spicco all'interno dell'IHR.
Nel 1980, agendo come "Lewis Brandon" e per conto dell'IHR, McCalden offrì una ricompensa di 50 000 $ per la prova che gli ebrei erano stati uccisi con il gas nel campo di concentramento di Auschwitz. Dopo che McCalden ha rifiutato l'ammissione da parte del sopravvissuto di Auschwitz Mel Mermelstein, è stata intentata una causa dall'avvocato William John Cox. Nell'ottobre 1981, un giudice della Corte Superiore della contea di Los Angeles stabilì che "questa corte prende atto del fatto che gli ebrei furono gasati a morte nel campo di concentramento di Auschwitz in Polonia durante l'estate del 1944". Il giudice ha continuato dicendo: "È semplicemente un dato di fatto". McCalden e Carto ebbero un litigio sul caso e nel 1981 McCalden lasciò l'IHR.
McCalden ha creato il suo gruppo Truth Missions. Con questa firma, ha pubblicato riviste come Revisionist Reprints, Holocaust News e David McCalden's Revisionist Newsletter e libri tra cui The Amazing, Rapidly Shrinking "Holocaust" (1988).